# Distrito de Nowe Miasto
Distrito de Nowe Miasto (polaco: Powiat nowomiejski) es un distrito (powiat) del voivodato de Varmia y Masuria (Polonia). Fue constituido el 1 de enero de 1999 como resultado de la reforma del gobierno de Polonia y está dividido en cinco municipios (gmina): uno urbano y cuatro rurales. Su sede administrativa y única ciudad es Nowe Miasto Lubawskie, que se encuentra a 73 km al suroeste de la capital regional, Olsztyn.

## Distritos vecinos
El distrito de Nowe Miasto limita con el distrito de Iława al norte, el distrito de Działdowo al este, el distrito de Brodnica  al sur y el distrito de Grudziądz al oeste.

## División administrativa
El distrito se subdivide en cinco gmina (uno urbano y cuatro rurales). Estas se enumeran en la siguiente tabla, en orden descendente de población.
| Gmina                       | Tipo   | Superficie (km2) | Población (2021) | Sede       |
| Nowe Miasto Lubawskie       | urbano | 11.6             | 10 554           |            |
| Gmina Biskupiec             | rural  | 241.3            | 9 219            | Biskupiec  |
| Gmina Kurzętnik             | rural  | 149.9            | 9 104            | Kurzętnik  |
| Gmina Nowe Miasto Lubawskie | rural  | 138.0            | 8 319            | Mszanowo   |
| Gmina Grodziczno            | rural  | 154.3            | 6 179            | Grodziczno |

## Gmina Biskupiec
La Gmina Biskupiec incluye los siguientes pueblos y asentamientos:
- Babalice
- Bielice
- Biskupiec
- Czachówki
- Fitowo
- Gaj
- Krotoszyny
- Lipinki
- Mierzyn
- Osetno
- Ostrowite
- Piotrowice
- Piotrowice Małe
- Podlasek
- Podlasek Mały
- Rywałdzik
- Sumin
- Szwarcenowo
- Sędzice
- Słupnica
- Wardęgowo
- Wielka Tymawa
- Wielka Wólka
- Wonna
- Łąkorek
- Łąkorz

## Gmina Kurzętnik
La Gmina Kurzętnik incluye los siguientes pueblos y asentamientos:
- Bratuszewo
- Brzozie Lubawskie
- Kamionka
- Krzemieniewo
- Kurzętnik
- Kąciki
- Lipowiec
- Marzęcice
- Małe Bałówki
- Mikołajki
- Nielbark
- Otręba
- Sugajenko
- Szafarnia
- Tereszewo
- Tomaszewo
- Wawrowice
- Wielkie Bałówki

## Gmina Nowe Miasto Lubawskie
La Gmina Nowe Miasto Lubawskie incluye los siguientes pueblos y asentamientos:
- Bagno
- Bratian
- Chrośle
- Gryźliny
- Gwiździny
- Jamielnik
- Kaczek
- Lekarty
- Mszanowo
- Nawra
- Nowy Dwór Bratiański
- Pacółtowo
- Pustki
- Radomno
- Skarlin
- Tylice

## Gmina Grodziczno
La Gmina Grodziczno incluye los siguientes pueblos y asentamientos:
- Boleszyn
- Grodziczno
- Jakubkowo
- Katlewo
- Kowaliki
- Kuligi
- Linowiec
- Lorki
- Montowo
- Mroczenko
- Mroczno
- Nowe Grodziczno
- Ostaszewo
- Rynek
- Trzcin
- Zajączkowo
- Zwiniarz
- Świniarc